# Circotettix
Circotettix es un género de saltamontes perteneciente a la subfamilia Oedipodinae de la familia Acrididae, y está asignado a la tribu Trimerotropini. Este género se distribuye en Estados Unidos y España.

## Especies
Las siguientes especies pertenecen al género Circotettix:
- Circotettix carlinianus (Thomas, 1870)
- Circotettix coconino Rehn, 1921
- Circotettix crotalum Rehn, 1921
- Circotettix maculatus Scudder, 1881
- Circotettix rabula Rehn & Hebard, 1906
- Circotettix shastanus Bruner, 1889
- Circotettix stenometopus (Strohecker & Buxton, 1963)
- Circotettix strepitus (Rehn, 1921)
- Circotettix undulatus (Thomas, 1872)